# Herb Strumienia
Herb Strumienia – jeden z symboli miasta Strumień i gminy Strumień w postaci herbu.

## Wygląd i symbolika
Herb przedstawia na dwupolowej tarczy – w pierwszym polu pół orła Piastów cieszyńskich, w drugim figurę św. Barbary z mieczem i wieżą.

## Historia
Strumień uzyskał prawa miejskie wraz z herbem w 1503 roku, a wizerunek herbowy znalazł się w iluminowanym przywileju cesarskim z tegoż roku. Pierwszy herb przedstawiał czarnego orła śląskiego w pierwszym polu i błogosławiącą postać św. Barbary.
W 2011 r. władze miasta i gminy przygotowały nowy herb nawiązujący do pierwszego herbu, lecz stało się to przedmiotem kontrowersji.